# Померанц, Марко
Марко Померанц (род. 24 сентября 1964, Тамсалу, Эстонская ССР, СССР) — эстонский политик, является членом партии Союз отечества и Res Publica.

## Биография
С 2003 по 2005 года занимал пост Министра социальных дел Эстонии. 3 июня 2009 года был назначен Министром внутренних дел Эстонии и принёс присягу на следующий день.